# Буичешти (Олт)
Буичешти (рум. Buicești) насеље је у Румунији у округу Олт у општини Присеака. Oпштина се налази на надморској висини од 181 m.

## Становништво
Према подацима из 2002. године у насељу је живело 479 становника, од којих су сви румунске националности.